# 가역 반응
가역반응(可逆反應, reversible reaction)은 반응 물질이 산물을 형성하는 반응으로, 정반응과 역반응이 함께 일어나는 반응이다.
aA + bB ⇌ cC + dD
A와 B는 서로 반응하여 C와 D를 만들 수 있으며 역반응의 경우 C와 D가 반응하여 A와 B를 형성할 수 있다.

## 역사
가역 반응의 개념은 1803년 클로드 루이 베르톨레에 의해 소개되었으며, 이는 그가 염호 끝자락에서 탄산 나트륨 결정이 형성되는 것을 발견한 뒤에 나온 것이다.

## 같이 보기
- 동적 평형 상태
- 화학 평형